# Luigi Evangelisti
Luigi Evangelisti (28 maggio 1821 – Roma, 1906) è stato un militare italiano,  ufficiale dello Stato della Chiesa e ultimo Colonnello della Gendarmeria Pontificia al momento della presa di Roma nel 1870.

## Biografia
Nato nel 1821, si arruolò nel 1840 nell'Esercito dello Stato della Chiesa. Da sottotenente dei Dragoni si rifiutò di servire la Repubblica Romana (1849) e seguì Pio IX in esilio a Gaeta.
Reintegrato al rientro del Pontefice a Roma, da capitano contribuisce nel maggio 1860 alla messa in fuga dei garibaldini di Callimaco Zambianchi.
Nel 1867, da Tenente Colonnello, è vicecomandante della legione di Gendarmeria e nel 1868, nominato Colonnello,ne diviene il comandante.
Subito dopo la presa di Roma nel 1870 fu portato nella fortezza di Alessandria e gli fu offerto il grado di Generale se avesse giurato fedeltà al Regno d'Italia.
Lui rifiutò e successivamente rientrò a Roma fino alla sua scomparsa.